# Якуб-шах
Якуб-шах (д/н — 1593) — останній султан Кашміру в 1586—1588 роках (з невеликою перервою).

## Життєпис

### Молоді роки
Походив з династії Чаків. Старший син султана Юсуф-шаха. 1581 року внаслідок непорозумінь з батьком перейшов на бік заколотника Гайдара Чаки, що отаборився в Кіштварі. Але за посередництва мулли Гасана Асвада повернувся до Срінагару. 1582 року відзначився в поході проти Гайдара Чаки.
1585 року очолив посольство до могольського падишаха Акбара. Не зміг переконати у вірності батька. деякий час мешкав в Фатехпур-Сікрі. Потім разом з двором падишаха рушив до Пенджабу. Тут втік до Кашміру, чим викликав піднесення населення, що готувалося дати опір Великим Моголам. Після переходу Юсуф-шаха до могольського табору очолив спротив могольському війську, що намагалося увійти до Кашмірської долини. Від імені султана уклав з Бгаґван Дасом договір, за якою Юсуф-шах повертався на трон, визнаючи зверхність Великих Моголів. У березні могольські війська залишили Кашмір, але Акбар не звільнив султана. Трон перейшов до сина Якуба.

### Перше панування
Призначив візиром Алі Дара, щоне виявив державного хисту. Невдовзі Якуб-шах налаштував проти себе сановників і знать. Разом з тим почав переслідування сунітів, в яких вбачав союзників Великих Моголів. Невдовзі виникла змова на чолі із Алі Дара. У відповідь султан замінив того на посаді візира Мухаммедом Батом. У битві біля Сопура завдав нищівної поразки повсталим. За цим замінив Мухаммеда Бата на посаді візира Назук Батом.
Влітку того ж року суніти на чолі із шейхом Якубом Сафрі звернулися до падишаха Акбара щодо приєднання Кашміру до імперії Великих Моголів. Натомість отримали війська, з якими восени вдерлися до султанату. На їх бік стали переходити місцеві феодали. Якуб-шах не зміг опанувати ситуацію, його спроба зібрати в Гірпаурі військо зазнало невдачі. З невеликим загоном він втік до Кіштвару.
В цей час кашмірці на чолі із Хусейном Ханом (онуком Газі-шаха) завдали поразки могольському війську, полонивши Якуба Сафрі. За цим відвоювали Срінагар, де Хусейн став султаном.

### Друге панування
1586 року за підтримки тестя Багадур Сінґха, раджи Кіштвара, вирішив відвоювати Срінагар. Невдовзізібрав8-тисячне військо. Водночас інший претендент — Шамс Чак — отаборився в Сопурі, де мав 10 тис. вояків. Якуб-шах після 1,5-місячних боїв завдав поразки супротивникові біля Срінагар, а потім почав штурм столиці. В цей час наказав стратити колишнього султана Хусейн-шаха II.У відповідь прихильники останнього залишили поле бою, а моголи перейшли у наступ. Якуб-шах зазнав поразки і відступив до Кіштвара. Потім Шамс Чак також був розбитий.
З початком 1587 року все більше кашмірських феодалів стали переходити на бік Великих Моголів. Але навесні Якуб-шах поновив бойові дії, які переважно являли рейди та партизанські атаки. Напочатку1588 року Якуб-шах завдав поразки моголам в битві біля Гусу, а потім зайняв гору Тахт-і-Сулеймана в Сулейманових горах, що перетворив на опорну базу. Тут в запеклій битві Якуб-шах зазнав поразки.
Зацим з'єднався з Шамс Чакою, спільно з яким в битві біля Ханджіку завдав поразки могольському війську та блокував ворога в Срінагарі. З Лахору було відправлено могольську допомогу Юсуфа Різві. Якуб-шах відправив проти ного Лохара, брата Шамс Чаки, але той перейшов на бік ворога. Це деморалізувало військо султана, яке швидко розвалилося. Сам Якуб-шах відступив до Кіштвара.
В подальших боях не мав успіху. Водночас посилився перехід кашмірських феодалів на бік моголів. Зрештою здався Шамс Чак. У липні за ним послідував Якуб-шах, якого було відправлено до Біхару. 1589 року Кашмір було перетворено на субу (провінцію) імперії Великих Моголів.

### Останні роки
Перебував під фактичною вартою, під наглядом Ман I Сінґха. Лише після смерті батька 1592 року отримав більше свободи й отримав його мансар Бісвак в розмірі 500 коней та з доходом в 2,5 тис. рупій на місяць. У жовтні 1593 року помер, ймовірно отруєний Касім-ханом.